# ف
ف（ファー, فاء）はアラビア文字の20番目に位置する文字。無声唇歯摩擦音 (/f/) を表す。

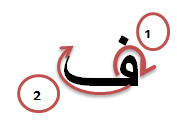
単独形の筆順

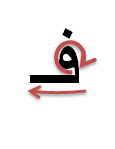
語頭形の筆順

フェニキア文字から受け継がれた文字の一つで、ヘブライ文字の פ、ギリシャ文字の Π、ラテン文字の P に対応する。発音もセム祖語の/p/が変化したものである。
アラビア語には無声の /f/ はあるが、有声の /v/ はない。ペルシャ文字では و で /v/ を表す。vを含む外来語をアラビア文字へ転写する際にもفが使われており、例えばtelevision（テレビ）はتلفزيون（tilifizyun）となる。
マグリブ地方のカイラワーン書体では、ف の点は下に書かれる。

## 符号位置
| 文字 | Unicode | JIS X 0213 | 文字参照        | 説明                                              |
| ---- | ------- | ---------- | --------------- | ------------------------------------------------- |
| ف    | U+0641  | ‐          | &#x641; &#1601; | ファー                                            |
| ڡ    | U+06A1  | ‐          | &#x6A1; &#1697; | 点のないファー、アディゲ語で使用された            |
| ڢ    | U+06A2  | ‐          | &#x6A2; &#1698; | マグリブ地方のファー                              |
| ڣ    | U+06A3  | ‐          | &#x6A3; &#1699; | イングーシ語で使用された                          |
| ڤ    | U+06A4  | ‐          | &#x6A4; &#1700; | ジャウィ文字の p、一部のアラビア語地域で v に使用 |
| ڥ    | U+06A5  | ‐          | &#x6A5; &#1701; |                                                   |
| ڦ    | U+06A6  | ‐          | &#x6A6; &#1702; | シンド語 ph                                       |